# بروس بي. جاكسون
بروس بي. جاكسون هو ناشط حقوقي وسياسي أمريكي، ولد في 23 يونيو 1952.